# Euphaedra coprates
Euphaedra coprates är en fjärilsart som beskrevs av Druce 1875. Euphaedra coprates ingår i släktet Euphaedra och familjen praktfjärilar. Inga underarter finns listade i Catalogue of Life.